# اعتلال الشبكية السكري
اعتلال الشبكية السكري (بالإنجليزية:Diabetic retinopathy) يكون الاعتلال بسبب الأضرار التي تلحق شبكية العين (الناجمة عن مضاعفات مرض السكري، التي يمكن ان تؤدي في النهاية إلى العمى. وهو مظهر عيني عن نظام مرض معين، الذي يؤثر على ما يصل إلى 80 في المائة من جميع مرضى داء السكري من كان له المرض لمدة 10 سنوات أو أكثر. ورغم هذه الاحصائية المخيفة، إلى أن الأبحاث تشير عن ما لا يقل عن 90 ٪ من تلك الحالات الجديدة يمكن تخفيض النسبة إذا كان هناك يقظه من المجتمع والعلاج السليم واهتمام الإعلام.

## العلامات والأعراض
لا يكون لاعتلال الشبكية السكري في المراحل المبكرة أية أعراض. ويمكن أن يحدث الاستسقاء البقعي الذي قد يسبب فقدان البصر على نحو سريع دون أية علامات تحذيرية لبعض الوقت. في العموم، سيعاني المصاب بالاستسقاء البقعي على الأرجح من تغيّم الرؤية (الرؤية الضبابية)، ما يعيق القيادة والقراءة. تتحسن الرؤية في بعض الحالات أو تسوء خلال النهار.
في المرحلة الأولى التي تدعى اعتلال الشبكية السكري غير التكاثري لا تظهر أية أعراض. لا يلاحظ المرض العلامات وتكون الرؤية تامة. الطريقة الوحيدة لتحديد المشكلة إجراء تنظير قعر العين بمنظار قعر العين المباشر أو غير المباشر من قبل طبيب عينية متمرس أو اختصاصي فحص البصر، يمكن أن يستخدم تصوير قعر العين للتوثيق الموضوعي للموجودات القعرية، وتظهر من خلاله أمهات الدم الصغيرة (بروزات مجهرية مملوءة بالدم في جدران الأوعية الشريانية). إذا تراجعت القدرة البصرية يظهر تصوير الأوعية بالفلورسين أوعية شبكية متضيقة أو مسدودة بوضوح (نقص في تدفق الدم أو احتشاء شبكي).
يمكن أن يحدث الاستسقاء البقعي، المترافق مع تسرب محتوى الأوعية المتضيقة إلى منطقة البقعة الصفراء، في أي مرحلة من الاعتلال الشبكي السكري غير التكاثري. تشمل أعراضه تغيم الرؤية وعتامة الصورة أو تشوهها واختلافها بين العينين. يصاب 10% من مرضى السكري بفقدان الرؤية نتيجة استسقاء البقعة الصفراء. يمكن أن تظهر مناطق مُتثخّنة في الشبكية بسبب تجمع السوائل الناتج عن الاستسقاء البقعي.
في المرحلة الثانية تظهر أوعية جديدة غير طبيعية (التوعي الحديث) في المنطقة الخلفية من العين ضمن الاعتلال الشبكي السكري التكاثري؛ يمكن لهذه الأوعية الحديثة أن تتمزق وتنزف (نزف زجاجي) لأنها هشة فتعيق الرؤية. قد لا يكون النزف شديدًا في المرة الأولى. وفي معظم الحالات سيترك نقاطًا من الدم تعوم في مجال الرؤية البصري وتبقى مدة أشهر.
تُتبع هذه البقع عادة بعد أيام أو أسابيع بتسرب دموي أكبر يسبب تغبش الرؤية. في الحالات الشديدة، يصبح المريض قادرًا فقط على التمييز بين النور والظلمة بالعين المصابة. يمكن أن يبقى الدم مدة تتراوح بين أيام وأشهر أو حتى سنوات قبل أن يزول من باطن العين، وفي بعض الحالات يبقى. يميل هذا النوع من النزوف الكبيرة إلى التكرر.
في فحص قعر العين، يرى الطبيب بقع الصوف القطني، والنزوف اللهبية، والنزوف النقطية.

## عوامل الخطر
جميع مرضى السكري معرضون لهذه الإصابة سواء كان مرضهم من النمط الأول أو الثاني، وكلما كان المرض أقدم زاد احتمال حدوث المشكلات العينية. 40-45% من المرضى المشخصة إصابتهم بالسكري في الولايات المتحدة لديهم شكل من اعتلال الشبكية السكري. بعد 20 عام من تشخيص السكري يكون كل مرضى السكري من النمط الأول وأكثر من 60% من مرضى النمط الثاني مصابون بشكل من اعتلال الشبكية السكري؛ لكن هذه الإحصاءات منشورة في عام 2002 باستخدام بيانات الأعوام الأربعة التي سبقتها وهو ما يحد من قيمة هذه الدراسة. لأن المرضى فيها شخصت إصابتهم بالسكري في أواخر سبعينيات القرن العشرين قبل استخدام الإنسولين سريع التأثير واختبارات السكر المنزلية.
اقترحت الدراسات الأسبق وجود عتبة سكرية واضحة بين مرضى السكري المعرضين لاعتلال الشبكية السكري بنسبة مرتفعة والمرضى المعرضين بنسبة منخفضة.
تختلف المعدلات المنشورة بين الدراسات السريرية المختلفة، والتفسير المقترح لهذه الاختلافات هو التباين في الطرق المستخدمة والإبلاغ عن معدلات الانتشار عوضًا من معدلات الحدوث.
يمكن أن يحدث اعتلال الشبكية السكري عند الحوامل المصابات بالسكري. توصي معاهد الصحة الوطنية جميع السيدات الحوامل المصابات بالسكري بإجراء فحص عين شامل. 
تكاد تنعدم الإصابة باعتلال الشبكية السكري عند مرضى متلازمة داون الذين يمتلكون صبغي 21 زائدًا. يبدو أن سبب هذه الحماية المستويات المرتفعة من إندوستاتين وهو بروتين مضاد لتشكل الأوعية مشتق من الكولاجين 18. سبب الزيادة في هذا البروتين أن مورثة الكولاجين 18 موجودة على الصبغي 21.
تلعب المورثات أيضًا دورًا في اعتلال الشبكية السكري. التأهب الوراثي للإصابة باعتلال الشبكية السكري عند الإصابة بالسكري من النمط الثاني يعتمد على متغيرات جينية كثيرة في الجينوم تؤثر بمجموعها على احتمال الإصابة. وتتداخل مع التأهب الوراثي لارتفاع السكر وارتفاع مستوى البروتين الدهني منخفض الكثافة الناقل للكولسترول وارتفاع ضغط الدم الانقباضي.

## وصلات خارجية
- اعتلال الشبكية للسكري
- اعتلال الشبكية للسكري، دليل المصادر من المعهد الوطني للعيون (NEI).
- معلومات من دار الأبحاث الوطني للسكري
- معد ليونز للعيون، بيرث، أستراليا
- موقع تعليمي عن اعتلال الشبكية للسكري
- اعتلال الشبكية للسكري - العلاج والوقاية
- برنامج الشاشة الوطنية الإنجليزية لاعتلال الشبكية للسكري